# Česká Dlouhá

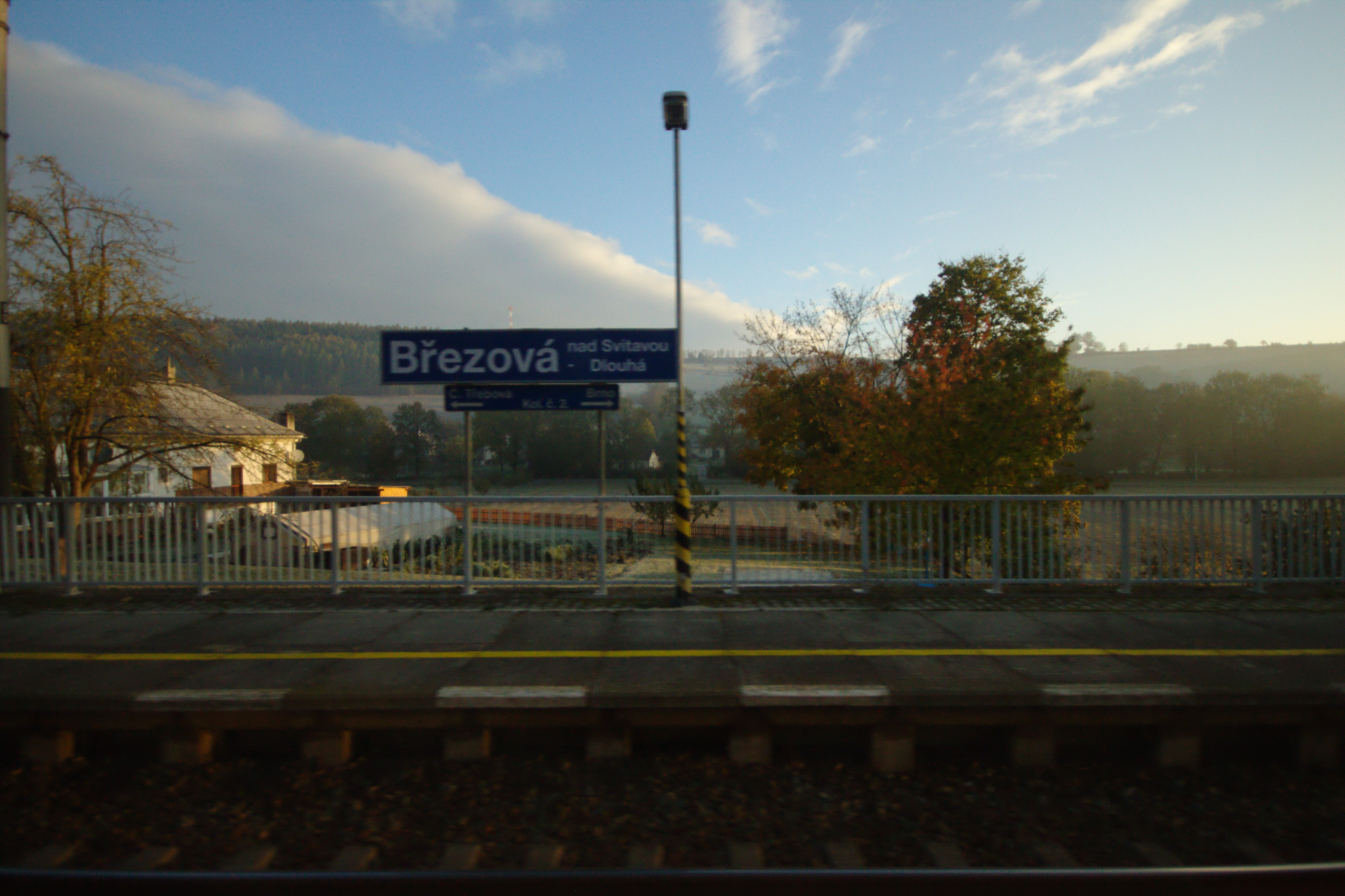
Haltepunkt Březová nad Svitavou-Dlouhá

Česká Dlouhá (deutsch Böhmisch Wiesen) ist eine Grundsiedlungseinheit der Stadt Březová nad Svitavou in Tschechien. Sie liegt anderthalb Kilometer nordwestlich von Březová nad Svitavou und gehört zum Okres Svitavy.

## Geographie
Česká Dlouhá erstreckt sich beiderseits des Flusses Svitava in der Svitavská pahorkatina (Zwittauer Hügelland). Das Dorf liegt unmittelbar an der alten böhmischen Landesgrenze zu Mähren, die überwiegend entlang des heute zugeschütteten Mühlgrabens sowie an der Svitava verlief und es von Moravská Dlouhá trennte. Nördlich erhebt sich der U muk (483 m. n.m.), im Nordosten der Kotel (484 m. n.m.) und der Srnčí vrch (536 m. n.m.), östlich der Rudenský vrch (536 m. n.m.), im Südosten der Farský kopec (Pfarrhügel; 535 m. n.m.) und westlich der Banínský vrch (Hörnlberg; 482 m. n.m.). Durch Česká Dlouhá verläuft die Bahnstrecke Brno–Česká Třebová, im Ort liegt der Haltepunkt Březová nad Svitavou-Dlouhá.
Nachbarorte sind Hradec nad Svitavou und Sklené im Norden, Moravská Dlouhá im Osten, Březová nad Svitavou im Südosten, Zářečí, Amerika und Nová Amerika im Süden, Bělá nad Svitavou und Lavičné im Südwesten, Rohozná im Westen sowie Muzlov im Nordwesten.

## Geschichte
Das Dorf wurde von deutschen Siedlern aus dem Schönhengstgau gegründet. Erstmals urkundlich erwähnt wurde es 1437 unter dem Namen Langendorf als Teil des früher dem Zisterzienserkloster Königsaal gehörigen Gutes Banyn, der nach der Zerstörung des Klosters der Herrschaft Svojanov einverleibt worden war. Die Wasserkraft der Svitava wurde zum Antrieb mehrerer Mühlen genutzt. Nachdem sich auch Bauerngutsbesitzer aus den mährischen Dörfern Brüsau und Mußlau der Wasserkraft bemächtigt hatten, führte dies zu einem langwierigen Streit zwischen der Herrschaft Svojanov und dem Bistum Olmütz als Grundherrn der mährischen Seite, der im Jahre 1501 durch einen Schiedsspruch beigelegt wurde. Nachdem Hertvík Žehušický von Nestajov 1564 in Banín aus aufgekauften Bauernwirtschaften einen Meierhof gebildet hatte, wurde Banín von Svojanov abgetrennt und zu einem landtäfligen Gut erhoben, das 1579 mit dem Laubendorfer Anteil der Herrschaft Svojanov verbunden war. Ulrich Franz von Kolowrat-Liebsteinsky, der 1642 die Herrschaft Bistrau geerbt hatte, erwarb im selben Jahre auch das Gut Banín / Bohnau mit allem Zubehör, darunter dem Dorf Böhmisch Wiesen, und schlug es der Herrschaft Bistrau zu. 1650 fiel die Herrschaft den Herren von Martinic zu. Im 17. Jahrhundert wurde wahrscheinlich auch die Papiermühle errichtet; ihre erste urkundliche Erwähnung erfolgte am 7. Mai 1663, der erste bekannte Papiermacher war Tobias Fetschker. Nachfolgende Besitzer waren ab 1685 Johann Paul Graf Walderode von Eckhusen, ab 1712 die Reichsgrafen von Hohenems und nach deren Erlöschen die Grafen Waldburg-Zeil-Hohenems. Im Jahre 1789 gab es 32 Anwesen und eine Papiermühle in Böhmisch-Wiese.
Im Jahre 1835 bestand das im Chrudimer Kreis gelegene Dorf Böhmisch-Wiesen aus 35 Häusern mit 194 deutschsprachigen Einwohnern. Im Ort lagen zwei Teiche: der Große Forellenteich und der Kleine Forellenteich; bei Böhmisch-Wiesen gab es eine Papiermühle und vier Mahlmühlen. Die dem Dorf am nächsten liegende war die „Angermühle“, die dabei befindlichen Häuser wurden das „Angerdörfel“ genannt. Die nahe der mährischen Stadt Brisau gelegene „Böhmische Mühle“ war die unterste der Mühlen. Erwerbsquelle bildete die Landwirtschaft. Pfarr- und Schulort war Bohnau, der Amtsort war Bistrau. Bis zur Mitte des 19. Jahrhunderts blieb Böhmisch-Wiesen der Herrschaft Bistrau untertänig.
Nach der Aufhebung der Patrimonialherrschaften bildete Böhmisch-Wiesen / Dlouhá ab 1849 einen Ortsteil der Gemeinde Deutsch-Bielau / Německá Bělá im Gerichtsbezirk Polička. Im Jahre 1851 ist Karl Steigler als Besitzer der Papiermühle nachweislich, es wird jedoch angenommen, dass er bereits seit 1848 die Papierherstellung eingestellt hatte. Ab 1868 gehörte Böhmisch-Wiesen zum Bezirk Polička. In dieser Zeit erfolgte der Bau der Bahnstrecke Brünn-Abtsdorf, in Böhmisch-Wiesen entstand eine Bahnstation. In den 1870er Jahren löste sich Böhmisch-Wiesen von Deutsch-Bielau los und bildete eine eigene Gemeinde. Um 1885 erfolgte der Umbau der ehemaligen Papiermühle zur Getreidemühle. Nach dem Ersten Weltkrieg zerfiel der Vielvölkerstaat Österreich-Ungarn, das Dorf wurde 1918 Teil der neu gebildeten Tschechoslowakischen Republik. Beim Zensus von 1921 lebten in den 35 Häusern von Böhmisch-Wiesen 284 Personen, darunter 216 Deutsche und 61 Tschechen. 1924 brannte die aus der Papiermühle hervorgegangene Getreidemühle nieder, der Besitzer, ein Müllermeister Zábrodský, baute sie nicht mehr auf. 1930 lebten in Böhmisch Wiesen 335 Menschen. Nach dem Münchner Abkommen wurde die Gemeinde im Oktober 1938 von der Wehrmacht besetzt und dem Großdeutschen Reich zugeschlagen und gehörte bis 1945 zum Landkreis Zwittau. 1939 lebten 293 Personen in Böhmisch Wiesen. Nach dem Ende des Zweiten Weltkrieges kam Česká Dlouhá zur Tschechoslowakei zurück, es erfolgte die Wiederherstellung der alten Bezirksstrukturen. Die meisten der deutschsprachigen Bewohner wurden 1945 vertrieben und Tschechen angesiedelt. Im Frühjahr 1949 erfolgte eine Bereinigung der Katastralgrenzen mit Muzlov und Březová nad Svitavou, seitdem umfasst das Kataster von Česká Dlouhá auch kleinere mährische Fluren. Der Mühlgraben zwischen Česká Dlouhá und Moravská Dlouhá wurde in der zweiten Hälfte des 20. Jahrhunderts verfüllt.
Am 17. September 1950 wurden die Gemeinden Česká Dlouhá und Muzlov zu einer Gemeinde Dlouhá vereinigt; damit ging auch die Umgliederung aus dem Okres Polička in den Okres Svitavy einher. Česká Dlouhá war Sitz der Gemeinde Dlouhá, zu der nach der Devastierung von Muzlov nur noch Moravská Dlouhá gehörte. Im Jahre 1960 erfolgte die Eingemeindung nach Březová nad Svitavou. Ab dem 1. April 1976 gehörte Dlouhá als Ortsteil zu Brněnec. Seit dem 1. März 1990 war Dlouhá wieder ein Ortsteil von Březová nad Svitavou. 1991 lebten 296 Personen in Česká Dlouhá, beim Zensus von 2001 waren es 234. Mit Beginn des Jahres 2002 erfolgte die Aufhebung des Ortsteils und Katastralbezirkes Dlouhá, aus dem die Grundsiedlungseinheiten und Katastralbezirke Česká Dlouhá, Moravská Dlouhá und Muzlov hervorgingen. Die Bahnstation Dlouhá wurde im Dezember 2009 in Březová nad Svitavou-Dlouhá umbenannt.

## Ortsgliederung
Česká Dlouhá bildet einen Katastralbezirk.

## Sehenswürdigkeiten
- Kapelle, polygonaler Bau mit Turmaufsatz
- Mehrere Wegkreuze
- Lehrpfad Údolím řeky Svitavy, er führt von der Bahnstation flussabwärts über 13 Stationen zum Jára-Cimrman-Aussichtsturm bei Březová nad Svitavou, den Höhlen Čertovy díry bei Amerika bis zum Steinbruch bei Brněnec und durch das Tal wieder zurück.